# Bernd Ohnesorge

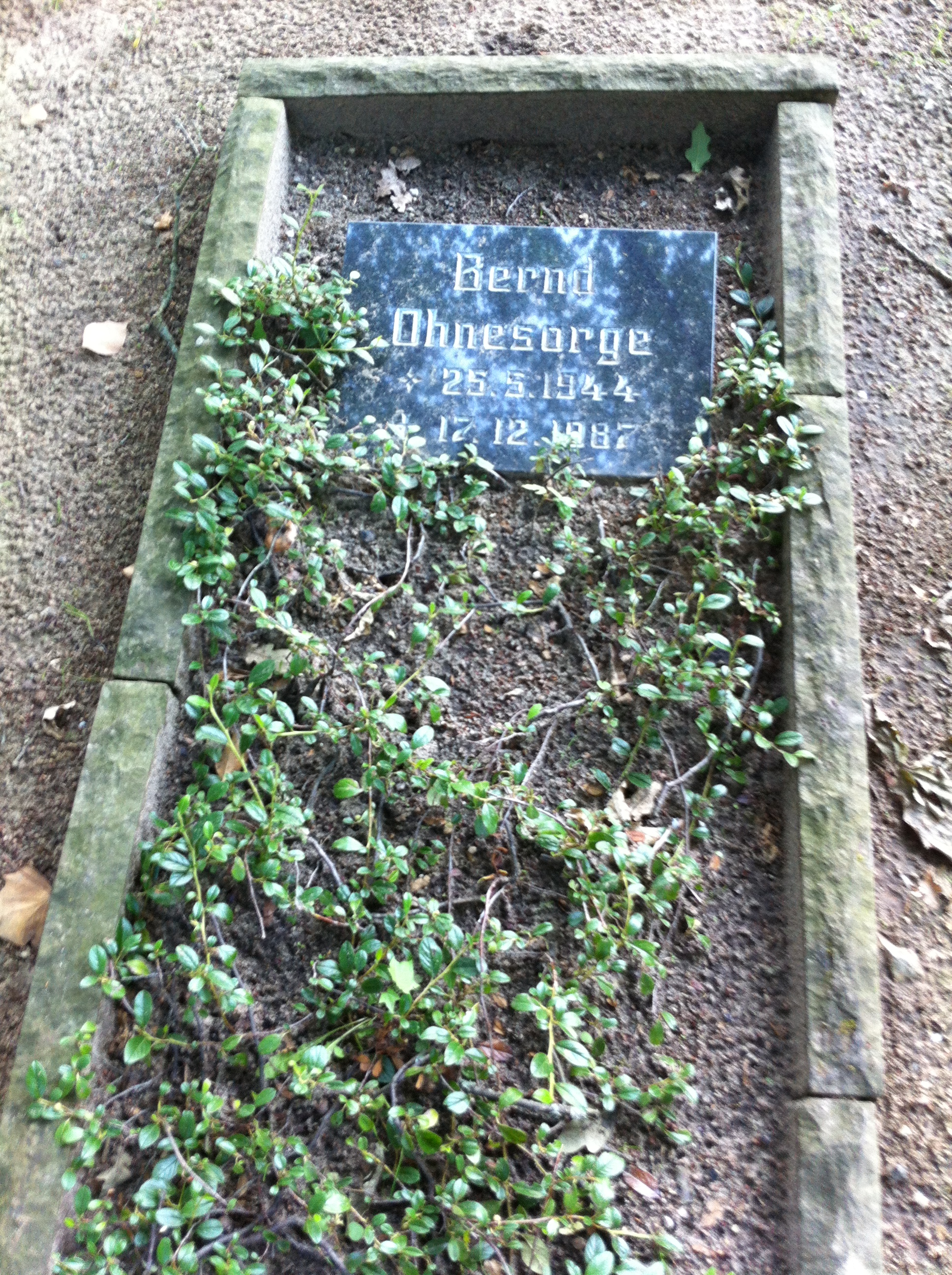
Tombe de Bernd Ohnesorge au cimetière central de Lunebourg.

Bernd Ingo Alexander Ohnesorge, né le 25 mai 1944 à Schreiberhau et mort le 17 décembre 1987 à Stara Zagora, en Bulgarie, est un taxidermiste et agent de renseignement allemand.

## Biographie
Après son baccalauréat (Abitur), Ohnesorge devient taxidermiste. En raison de la situation économique déplorable, il décide d'émigrer en RDA, où il est recruté par le ministère de la Sécurité d'État (MfS) pour travailler comme agent étranger à Berlin-Ouest. Ohnesorge reçoit un contrat de travail en tant que responsable d'entrepôt à l'aéroport de Berlin-Tempelhof, où des unités spéciales de l'US Air Force sont stationnées et où les services de renseignement occidentaux résident également dans le complexe de bâtiments de l'aéroport. 
À l'automne 1966, Ohnesorge révèle cela au Service secret britannique qui en informe alors la police criminelle de Berlin-Ouest. L'espion de la RDA Karl-Heinz Kurras mène l'enquête policière et le signale comme transfuge au MfS. Cependant, les rapports d'Ohnesorge au MfS étaient de si mauvaise qualité que le MfS le renvoie pour « déconspiration et malhonnêteté ». L'espion de la Stasi Kurras acquiert la notoriété l'année suivante pour avoir tiré sur le manifestant Benno Ohnesorg alors qu'il est en service.
Au printemps 1969, Ohnesorge retourne vivre chez ses parents qui demeurent près de Lunebourg. Il se marie et devient père, mais se sépare bientôt. En 1972, Ohnesorge vit d'aide sociale à Hambourg. Il se remarie, mais là encore le mariage échoue au début des années 1980. Pendant ce temps, Ohnesorge obtient un doctorat fictif et postule sans succès à l'Institut pathologique de l'hôpital universitaire de Hambourg-Eppendorf en tant que médecin légiste.
Au printemps 1983, il est recruté par les services secrets américains de la CIA et envoyé par avion aux États-Unis pour y suivre une formation. On dit qu'il s'est présenté à la CIA comme médecin légiste avec un doctorat, c'est pourquoi ils le forment pour une affectation d'agent en Bulgarie. En préparation de la mission, pour laquelle un officier devait être recruté au ministère bulgare de la Défense, il est affecté à un médecin légiste bulgare qui, à l'invitation de la société pharmaceutique suisse Ciba-Geigy, assiste à une conférence à Hambourg en septembre 1983 et qui, comme prévu, se rend chez Ohnesorge.
Selon les investigations du politologue Stefan Appelius, la première mission d'Ohnesorge en Bulgarie en janvier 1984 réussit. Il simule un étourdissement après le vol de retour à l'aéroport de Berlin-Schönefeld afin de passer le contrôle de transit de la RDA pour échapper aux autorités. Le 6 avril, il se rend une nouvelle fois à Sofia, mais il attire l'attention des services de renseignement bulgares et se fait arrêter.
En avril 1985, Ohnesorge est condamné par la République populaire de Bulgarie à quinze ans de prison lors d'un procès militaire secret après une enquête auprès de la RDA. La CIA abandonne son agent et ne lui prête plus attention, même le Foreign Office « a balayé l'affaire sous le tapis ». 
Le 15 décembre 1987, Ohnesorge s'est aspergé de produits de nettoyage et s'est immolé par le feu. Il meurt deux jours plus tard des suites de ses brûlures. Le corps est autopsié par des médecins légistes de la République fédérale d'Allemagne, puis transporté par avion en Allemagne. Bernd Ohnesorge est enterré au cimetière central de Lunebourg.

## Source de la traduction
- (de) Cet article est partiellement ou en totalité issu de l’article de Wikipédia en allemand intitulé « Bernd Ohnesorge » (voir la liste des auteurs).